# Civet (gruppo musicale)
Le Civet sono una band punk rock statunitense formatasi a Long Beach, California nel 1999.

## Discografia

### Album studio
- 2001 – Grace Land
- 2003 – Civet
- 2005 – Massacre
- 2008 – Hell Hath No Fury
- 2011 – Love & War

### EP
- 2000 – Beauty Kills

### Singoli
- 2008 – Son of a Bitch

## Formazione

### Formazione attuale
- Liza Graves Riersgard - voce, chitarra
- Suzi Moon - chitarra, cori
- Johnny - basso, cori
- Christian Riersgard - batteria

### Ex componenti
- Danni Harrowin - batteria
- Siham Shnurov - batteria
- Jacqui Valentine - basso, cori
- Roxie Darling - batteria